# Weltcupfinale 2016 (Spring- und Dressurreiten)
| Weltcupfinale 2016   | Weltcupfinale 2016                                                      |
| -------------------- | ----------------------------------------------------------------------- |
| Turnierserien:       | FEI-Weltcup Dressurreiten 2015/2016, FEI-Weltcup Springreiten 2015/2016 |
| Austragungsort:      | Scandinavium, Göteborg, Schweden                                        |
| Teilnehmende Reiter: | 18 Dressurreiter; 36 Springreiter (ohne Rahmenprüfungen)                |
| Internet:            | www.gothenburghorseshow.com                                             |

Das Weltcupfinale 2016 im Spring- und Dressurreiten war das Finale der Weltcupserien in zwei Pferdesportdisziplinen. Es wurde vom 24. bis zum 28. März 2016 im Scandinavium in Göteborg durchgeführt.

## Pferdesport in Göteborg
Die Göteborg Horse Show findet alljährlich in Göteborg statt, üblicherweise im Februar. Erstmals ausgetragen wurde die Veranstaltung im Frühling 1977, im Jahr 2016 wurde mit dem Weltcupfinale das 40-jährige Turnierjubiläum begangen. Das Turnier hat eine lange Weltcuptradition, es umfasst jeweils eine Weltcupprüfung im Springreiten und eine Weltcupprüfung im Dressurreiten.
Auch die Durchführung von Weltcupfinals hat hier Tradition, bereits das erste Finale der Springreiter fand hier 1979 statt. An keinem anderen Ort fanden sowohl im Dressur- als auch im Springreiten so viele Weltcupfinalturniere wie in Göteborg statt: In den Jahren 1982, 1984, 1986, 1988, 1991, 1993, 1995, 1997, 1999, 2001, 2008 und 2013 wurden hier die Finals der Springreiter durchgeführt. Im Dressurreiten fanden die Weltcupfinals 1989, 1992, 1994, 1996, 1998, 2003 und ebenfalls 2013 hier statt.

## Dressurreiten

### Qualifizierte Teilnehmer
Aus den Bereich der Westeuropaliga kam es zu einer größeren Zahl an Absagen: Don Johnson, den Isabell Werth für das Weltcupfinale vorgesehen hatte, war nach einer Verletzung noch im Trainingsrückstand; Titelverteidigerin Charlotte Dujardin hatte nur Uthopia für das Weltcupfinale qualifiziert, Unstimmigkeiten über die Besitzverhältnisse verhinderten den Start in Göteborg. Auch Beatriz Ferrer-Salat ging nicht an den Start, im Hinblick auf die Olympischen Spiele verzichtete sie auf die lange Anreise von Spanien nach Schweden.
| Weltcupliga                                   | Anzahl der Reiter, die sich aus dieser Liga für das Weltcupfinale qualifizieren | qualifizierte Teilnehmer |
| --------------------------------------------- | ------------------------------------------------------------------------------- | --- |
| Zentraleuropaliga                             | 2                                                                               | Inessa Merkulowa Tatjana Dorofeewa |
| Nordamerikanische Liga                        | 2                                                                               | Steffen Peters (Absage, damit weitere Wildcard) Guenter Seidel |
| Pazifische Liga                               | 1                                                                               | Mary Hanna |
| Westeuropaliga                                | 9                                                                               | Isabell Werth (Absage, damit weitere Wildcard) Hans Peter Minderhoud Jessica von Bredow-Werndl Patrik Kittel Tinne Vilhelmson Silfvén Beatriz Ferrer-Salat (Absage, damit weitere Wildcard) Marcela Krinke Susmelj Agnete Kirk Thinggaard Fabienne Lütkemeier |
| Teilnehmer aus dem Bereich Asien / Südamerika | 1                                                                               | nicht vergeben, damit weitere Wildcard |
| Weltcupsieger 2014/2015                       | 1                                                                               | Charlotte Dujardin (Absage, damit weitere Wildcard) |
| Wildcards der FEI                             | 2                                                                               | Lyndal Oatley Anna Kasprzak Terhi Stegars Judy Reynolds Beata Stremler Emilie Nyreröd Charlotte Jorst |

### Ablauf und Ergebnisse

#### Grand Prix
Am Nachmittag des 25. März (Freitag) wurde der Grand Prix ausgerichtet. Diese Teilnahme an dieser Einlaufprüfung des Weltcupfinals war für alle teilnehmenden Dressurreiter verpflichtend, das Ergebnis hat jedoch für den Ausgang des Weltcupfinals keine Bedeutung.
Im Grand Prix lagen die Ergebnisse eng beieinander, die ersten drei Plätze wiesen einen Ergebnisunterschied von weniger als einem halben Prozentpunkt auf. Der Sieg ging an Hans Peter Minderhoud und den 15-jährigen Firt, in der Rangierung folgten die Schweden Tinne Vilhelmson Silfvén (die mit Don Auriello für die Grußaufstellung deutliche Punktabzüge hinnehmen musste, wo der Wallach zunächst nicht stehenblieb und anschließend angaloppierte statt anzutraben) und Patrik Kittel (der mit dem 17-jährigen Scandic mit ganz gleichmäßiger Anlehnung und guten Lektionen in der Piaffe-Passage-Tour überzeugte, jedoch in den Schrittlektionen nur auf Noten zwischen 4,5 und 7,0 kam).
Das drittplatzierte Paar des Weltcupfinals des Vorjahres, Jessica von Bredow-Werndl und Unee BB konnten ihr Potential nicht komplett ausnutzen. Zwar präsentierte sich Unee sehr gut und lief etwa deutlich konstanter in Anlehnung als noch bei seiner letzten Weltcupprüfung in Neumünster, war jedoch übermotiviert, so dass sich Fehler einschlichen. Am Ende kamen sie mit mehr als einem Prozent Abstand zum Drittplatzierten Kittel auf den vierten Platz.
Ergebnis:
|   | Reiter                    | Pferd        | Bewertung |
| - | ------------------------- | ------------ | --------- |
| 1 | Hans Peter Minderhoud     | Flirt        | 76,871 %  |
| 2 | Tinne Vilhelmson Silfvén  | Don Auriello | 76,500 %  |
| 3 | Patrik Kittel             | Scandic      | 76,400 %  |
| 4 | Jessica von Bredow-Werndl | Unee BB      | 75,257 %  |
| 5 | Anna Kasprzak             | Donnperignon | 74,729 %  |

(beste 5 von 18 Teilnehmern)

#### Grand Prix Kür (Finale)
Am Sonntagnachmittag (27. März), nach einem prüfungsfreien Tag, gingen die Dressurreiter am Samstagnachmittag in der Grand Prix Kür an den Start. Anhand des Ergebnisses dieser Prüfung wurde der Weltcupsieger 2016 ermittelt. Das Preisgeld für diese Prüfung umfasste den für den Dressursport enormen Betrag von 225.000 Euro, hiervon gingen alleine 50.000 Euro an den Sieger.
Im Wesentlichen bestätigte das Ergebnis der Grand Prix Kür das Ergebnis der Grand Prix: Der Sieg ging an Hans Peter Minderhoud und Flirt, die einen technisch sauberen und souveränen Ritt zeigten, was fast alle Richter mit über 78 Prozent in der A-Note belohnten. Positiv bewerteten die Richter, dass das Passagieren gleichmäßiger als im Grand Prix gewesen sei. Mit B-Noten deutlich über 80 Prozent kam Minderhoud auf ein Endergebnis von über 82,357 Prozent.
Auf den zweiten Platz kam Tinne Vilhelmson Silfvén. Erneut verpatzt sie mit Don Auriello die Grußaufstellung, ihr Pferd blieb zunächst nicht stehen und ging sogar rückwärts. Mangelhafte Aktivität in der Hinterhand und Fehler in den Zweierwechseln brachten Abzüge in der A-Note. In der B-Note kam sie auf ähnliche Werte wie Minderhoud, die Gesamtnote war gut einen Prozentpunkt niedriger. Auf den dritten Rang – einen Platz besser als im Grand Prix – kam wie im Vorjahr Jessica von Bredow-Werndl mit Unee BB. Wie im Grand Prix war Unee top in Form, dennoch machten Fehler in den Einer- und Zweierwechseln sowie beim Umstellen in den Trabtraversalen den greifbaren Sieg unmöglich. Während sie in der B-Note auf ähnliche Werte wie die vor ihr platzierten Teilnehmer kam, führten die Fehler zu deutlichen Abzügen in der A-Note, so dass am Ende ein Endergebnis von 80,464 Prozent zustande kam. Dieses Ergebnis entsprach exakt ihrer Wertnote des Vorjahres-Weltcupfinals.
Patrik Kittels 17-jähriges Pferd Scandic ließ sich von der Stimmung in der Halle anstecken. Dies wirkte sich auf die Qualität der Lektionen aus, im Schritt kam er nicht zum ruhigen Schreiten, in den Traversalen zeigten sich deutliche Defizite bei Stellung und Biegung. A-Noten von überwiegend unter 75 Prozent drückten sein Ergebnis deutlich, er kam mit deutlichem Abstand auf den vierten Platz.
Ergebnis:
|    | Reiter                    | Pferd          | Bewertung |
| -- | ------------------------- | -------------- | --------- |
| 1  | Hans Peter Minderhoud     | Flirt          | 82,357 %  |
| 2  | Tinne Vilhelmson Silfvén  | Don Auriello   | 81,429 %  |
| 3  | Jessica von Bredow-Werndl | Unee BB        | 80,464 %  |
| 4  | Patrik Kittel             | Scandic        | 78,946 %  |
| 5  | Anna Kasprzak             | Donnperignon   | 78,625 %  |
| 6  | Fabienne Lütkemeier       | D'Agostino FRH | 78,339 %  |
| 7  | Inessa Merkulowa          | Mister X       | 78,232 %  |
| 8  | Judy Reynolds             | Vancouver K    | 77,339 %  |
| 9  | Agnete Kirk Thinggaard    | Jojo Az        | 76,250 %  |
| 10 | Marcela Krinke Susmelj    | Molberg        | 74,946 %  |
| 11 | Lyndal Oatley             | Sandro Boy     | 73,589 %  |
| 12 | Charlotte Jorst           | Nintendo       | 73,232 %  |
| 13 | Beata Stremler            | Rubicon D      | 73,179 %  |
| 14 | Emilie Nyreröd            | Miata          | 73,143 %  |
| 15 | Mary Hanna                | Umbro          | 71,696 %  |
| 16 | Terhi Stegars             | Axis TSF       | 69,268 %  |
| 17 | Tatjana Dorofeewa         | Upperville     | 68,464 %  |
| 18 | Guenter Seidel            | Zero Gravity   | 67,464 %  |

## Springreiten
Drei Wertungsprüfungen umfasst das Weltcupfinale der Springreiter. Neben diesen Prüfungen findet ein Rahmenprogramm statt, das auch Prüfungen für junge Reiter und junge Springpferde umfasst.

### Qualifizierte Teilnehmer (Weltcup)
| Weltcupliga                                         | Anzahl der Reiter, die sich aus dieser Liga für das Weltcupfinale qualifizieren | qualifizierte Teilnehmer |
| --------------------------------------------------- | ------------------------------------------------------------------------------- | --- |
| Arabische Liga                                      | 3                                                                               | Abdullah asch-Scharbatly (Absage) Mohamed Talaat Ramzy al-Duhami (Absage) |
| Kaukasusliga                                        | 1                                                                               | Rahib İsmayılov (Absage) |
| Zentralasiatische Liga                              | 1                                                                               | unvollständige Liga (nur zwei Wertungsprüfungen) |
| Chinesische Liga                                    | 1                                                                               | Zhao Zhiwen |
| Zentraleuropaliga                                   | 3                                                                               | Jarosław Skrzyczyński Michał Kaźmierczak Mariann Hugyecz |
| Japanliga                                           | 1                                                                               | Tsuyoshi Ueno (Absage) Keisuke Koike (Nachrücker) |
| Nordamerikanische Liga                              | 7 US-Amerikaner aus der Ostküsten-Subliga                                       | Kent Farrington (Absage) Jack Towell Quentin Judge Callan Solem McLain Ward (Absage) Laura Kraut (Absage) Beezie Madden (Absage) Katie Dinan (Nachrücker) Peter Lutz (Nachrücker) Charlie Jacobs (Nachrücker) |
| Nordamerikanische Liga                              | 3 US-Amerikaner aus der Westküsten-Subliga                                      | Karl Cook (Absage) Rich Fellers Richard Spooner (Absage) |
| Nordamerikanische Liga                              | 2 Kanadier (beide Subligen)                                                     | Ben Asselin (Absage) Jenn Serek (Absage) |
| Nordamerikanische Liga                              | 2 Mexikaner (beide Subligen)                                                    | Alfredo Ramirez Piedra (Absage) Daniel Pedraza Littlewood |
| Nordamerikanische Liga                              | Zusatzreiter (beide Subligen)                                                   | keine Zusatzreiter |
| Australische Liga                                   | 2                                                                               | Chris Chugg James Arkins (Absage) |
| Neuseeländische Liga                                | 1                                                                               | Katie Laurie (Absage) |
| Südafrikaliga                                       | 1                                                                               | Lisa Williams (Absage) |
| Mittelamerikanische und Karibische Liga             | 1                                                                               | Liga nicht ausgetragen |
| nördliche Südamerikanische Liga                     | 1                                                                               | Noel Vanososte (Absage) |
| südliche Südamerikanische Liga                      | 2                                                                               | Pedro Junqueira Muylaert (Absage) José Luiz Guimarães de Carvalho (Absage) |
| Südostasiatische Liga                               | 1                                                                               | Nattapron Triratanachat (Absage) |
| Westeuropaliga                                      | 18                                                                              | Christian Ahlmann Simon Delestre Harrie Smolders Pénélope Leprevost Kevin Staut Jos Verlooy Audrey Coulter ° Denis Lynch Marcus Ehning Nicola Philippaerts Marco Kutscher Henrik von Eckermann Laura Renwick Max Kühner Daniel Deußer Romain Duguet Patrice Delaveau Edwina Tops-Alexander ° Maikel van der Vleuten Niklas Krieg |
| Sonderstartplatz für Teilnehmer des Gastgeberlandes | 1                                                                               | nicht zutreffend, da schwedische Reiter für das Weltcupfinale qualifiziert sind |
| Weltcupsieger 2014/2015                             | 1                                                                               | Steve Guerdat |

° Zusatzreiter: Soweit ein Reiter seinen Wohnsitz in einem anderen Staat als seinem Heimatland hat, kann er in der Liga dieses Landes teilnehmen und wird zunächst auch für diese Liga gewertet. Soweit er sich anhand des Reglements dieser Liga für das Weltcupfinale qualifiziert, zählt er als zusätzlicher Teilnehmer nicht für die (begrenzte) Startplatzanzahl dieser Liga.

### Ablauf und Ergebnisse

#### Weltcup

##### 1. Teilprüfung
Nach einer freiwilligen Trainingsprüfung am Abend des 23. März startete das Weltcupfinale der Springreiter zwei Tage später: Am Freitagabend (25. März) wurde die erste Teilprüfung des Finales durchgeführt. Hier traten die Teilnehmer in einer Zeitspringprüfung an. Das Ergebnis wurde anschließend, wie im Artikel FEI-Weltcup Springreiten erläutert, in Punkte umgerechnet.
Den deutlichen Siegesritt lieferte hier Pénélope Leprevost ab, die mit Vagabond de la Pomme über zwei Sekunden schneller war als ihr Landsmann, der Zweitplatzierte Simon Delestre. Auf den dritten Platz kam Daniel Deußer mit seinem Erfolgspferd Cornet d'Amour. Gleich fünf der sechs deutschen Reiter blieben ohne Fehler, nur Christian Ahlmann hatte mit Colorit zwei Hindernisfehler, was ihn auf den 25. Platz zurückwarf. Aus der Schweiz kamen mit dem Titelverteidiger Steve Guerdat und Romain Duguet gleich zwei Reiter unter die besten 10 Teilnehmer.
Der seit Anfang 2015 für Österreich reitende Max Kühner war der erste Österreicher bei einem Weltcupfinale seit 18 Jahren. Die erste Teilprüfung lief unglücklich für ihn, mit der erst neunjährigen Stute Electric Touch sammelte er 20 Strafpunkte, was auf seine Zeit aufgeschlagen ein Ergebnis von 89,33 Sekunden und damit den drittletzten Platz bedeutete.
Gar nicht erst in das Weltcupfinale starten konnte Laura Renwick als einzige britische Teilnehmerin des Weltcupfinals. Ihr Pferd Bintang II hatte sich vermutlich in der Nacht zuvor in seiner Box festgelegen, da er beim Abreiten noch nicht fit genug für die Prüfung schien, zog Renwick ihren Start zurück. Nach seinem Ritt war das Weltcupfinale für den ägyptischen Teilnehmer, Mohamed Talaat, beendet. An der Flanke von Talaats Pferd fanden die Stewards Blut und disqualifizierten das Paar daher.
Ergebnis:
|    | Reiter              | Pferd                     | Zeit                              | Punkte (Gesamtwertung) |
| -- | ------------------- | ------------------------- | --------------------------------- | ---------------------- |
| 1  | Pénélope Leprevost  | Vagabond de la Pomme      | 63,78 s + 0 Strafsekunden = 63,78 | 36                     |
| 2  | Simon Delestre      | Qlassic Bois Margot       | 66,04 s + 0 Strafsekunden = 66,04 | 34                     |
| 3  | Daniel Deußer       | Cornet d'Amour            | 66,54 s + 0 Strafsekunden = 66,54 | 33                     |
| 4  | Steve Guerdat       | Corbinian                 | 66,93 s + 0 Strafsekunden = 66,93 | 32                     |
| 5  | Nicola Philippaerts | Forever d'Arco ter Linden | 66,94 s + 0 Strafsekunden = 66,94 | 31                     |
| 6  | Patrice Delaveau    | Lacrimoso                 | 66,96 s + 0 Strafsekunden = 66,96 | 30                     |
| 7  | Romain Duguet       | Quorida de Treho          | 67,46 s + 0 Strafsekunden = 67,46 | 29                     |
| 8  | Marcus Ehning       | Cornado NRW               | 67,60 s + 0 Strafsekunden = 67,60 | 28                     |
| 9  | Niklas Krieg        | Carella                   | 67,81 s + 0 Strafsekunden = 67,81 | 27                     |
| 10 | Callan Solem        | Wizard                    | 67,99 s + 0 Strafsekunden = 67,99 | 26                     |

(beste 10 von 35 Teilnehmern)

##### 2. Teilprüfung
Genau einen Tag nach der 1. Teilprüfung bestritten die Springreiter ihre zweite Final-Teilprüfung. Hierbei handelte es sich um eine Springprüfung mit einmaligem Stechen.
Bereits am Abend zuvor zog der Sieger der Chinesischen Weltcupliga, Zhiwen Zhao, sein Pferd Pommeau de Heup aus dem Wettbewerb zurück. Es hatte sich einen Schnitt am rechten Hinterbein zugezogen.
Das Starterfeld von 33 Reitern reduzierte sich im ersten Umlauf der zweiten Teilprüfung um zwei US-Amerikaner, die aufgaben bzw. ausschieden. Sieben Starterpaare schafften es mit einer fehlerfreien Runde in das Stechen der Prüfung. Christian Ahlmann ging als erster Teilnehmer in das Stechen. Er hatte nach dem schlechten Ergebnis des Vortags das Pferd gewechselt und trat mit Taloubet Z an. Mit diesem gelang ihm im Stechen ein fehlerloser Ritt in unter 37 Sekunden, eine Leistung, die keinem anderen Reiter mehr gelang.
Auch anhand des Ergebnisses dieser Prüfung wurden Punkte vergeben. Hierbei erhielt der Sieger einen Punkt mehr als Reiter am Weltcupfinale teilgenommen haben; der Zweitplatzierte erhielt einen Punkt weniger als Reiter an der Prüfung teilgenommen haben; alle nachfolgenden Reiter erhielten jeweils einen Punkt weniger als der vor ihnen platzierte Teilnehmer.
Die erreichten Punkte aus den ersten beiden Teilprüfungen wurden zusammengerechnet. Anschließend wurden diese in Fehlerpunkte umgerechnet.
Ergebnis:
|               | Reiter                | Pferd             | 1. Umlauf | 1. Umlauf     | Stechen  | Stechen | Punkte (Gesamtwertung) |
| Straf- punkte | Reiter                | Pferd             | Zeit (s)  | Straf- punkte | Zeit (s) |         | Punkte (Gesamtwertung) |
| ------------- | --------------------- | ----------------- | --------- | ------------- | -------- | ------- | ---------------------- |
| 1             | Christian Ahlmann     | Taloubet Z        | 0         | -             | 0        | 36,85   | 36                     |
| 2             | Denis Lynch           | All Star          | 0         | -             | 0        | 41,42   | 34                     |
| 3             | Harrie Smolders       | Emerald           | 0         | -             | 4        | 39,18   | 33                     |
| 4             | Steve Guerdat         | Corbinian         | 0         | -             | 4        | 40,24   | 32                     |
| 5             | Marcus Ehning         | Cornado NRW       | 0         | -             | 8        | 39,05   | 31                     |
| 6             | Marco Kutscher        | Chaccorina        | 0         | -             | 8        | 39,48   | 30                     |
| 7             | Peter Lutz            | Robin de Ponthual | 0         | -             | 8        | 40,58   | 29                     |
| 8             | Callan Solem          | Wizard            | 4         | 74,47         |          |         | 28                     |
| 9             | Max Kühner            | Chardonnay        | 4         | 76,02         |          |         | 27                     |
| 10            | Jarosław Skrzyczyński | Crazy Quick       | 4         | 76,25         |          |         | 26                     |

(beste 10 von 33 Teilnehmern)
Nach der zweiten Teilprüfung lag Steve Guerdat in Führung, zwei Strafpunkte hinter ihm war Marcus Ehning platziert. Den dritten Rang teilten sich mit drei Strafpunkten Harrie Smolders und Daniel Deußer.

##### 3. Teilprüfung
Mit der dritten Teilprüfung fand das Weltcupfinale der Springreiter seinen Abschluss. Hierbei handelte es sich um die letzte Prüfung des Turniers, durchgeführt wurde sie am 28. März ab 13 Uhr. Ausgerichtet wurde diese Teilprüfung als Springprüfung mit zwei unterschiedlichen Umläufen. Sie wurde nicht gegen die Zeit geritten, eine erlaubte Zeit war jedoch vorgesehen.
Die dritte Prüfung war nochmals anspruchsvoll gebaut. Großes Lob erhielt Parcoursbauer Santiago Varela. Nachdem beim Weltcupfinale des Vorjahres der dortige Parcoursbauer aufgrund schlecht zu reitender Kurse stark kritisiert worden war, erstellte Varela hingegen Kurse, die die weniger starken Paare nicht in Gefahr brachte und dennoch das Teilnehmerfeld gut sortierte. Im ersten Umlauf dieser letzten Prüfung kamen nur 9 von 26 Reiter ohne Fehler in das Ziel. So bekamen etwa aus der bisherigen Spitzengruppe Simon Delestre und Nicola Philippaerts jeweils acht Strafpunkte. Einen weiteren Sprung nach vorne konnte Max Kühner mit einer fehlerfreien Runde machen.
Im zweiten Umlauf waren noch 20 Reiter mit ihren Pferden am Start, neun hiervon bekamen keine weiteren Strafpunkte. Marcus Ehning konnte sich mit Cornado NRW den vierten Platz sichern, nachdem er im ersten Umlauf des Tages mit einem Fehler seinen zweiten Platz verloren hatte. Harrie Smolders und Daniel Deußer blieben ebenso ohne Fehler und kamen daher beide auf eine Gesamtwertung von drei Strafpunkten. Smolders ritt jedoch mit seinem Pferd Emerald im letzten Umlauf gut eine halbe Sekunde schneller als Deußer, was ihm den zweiten Platz sicherte. Als letzter Reiter ging der Vorjahressieger Steve Guerdat an den Start. Mit Corbinian gelang ihm die fünfte fehlerfreie Runde, diese Leistung brachte ihm den zweiten Weltcupsieg in Folge ein.
Ergebnis:
|           | Reiter             | Pferd                | Strafpunkte | Strafpunkte | Strafpunkte |
| 1. Umlauf | Reiter             | Pferd                | 2. Umlauf   | Gesamt      |             |
| --------- | ------------------ | -------------------- | ----------- | ----------- | ----------- |
| 1         | Christian Ahlmann  | Taloubet Z           | 0           | 0           | 0           |
| 1         | Denis Lynch        | All Star             | 0           | 0           | 0           |
| 1         | Harrie Smolders    | Emerald              | 0           | 0           | 0           |
| 1         | Daniel Deußer      | Cornet d'Amour       | 0           | 0           | 0           |
| 1         | Steve Guerdat      | Corbinian            | 0           | 0           | 0           |
| 6         | Callan Solem       | Wizard               | 4           | 0           | 4           |
| 6         | Marcus Ehning      | Cornado NRW          | 4           | 0           | 4           |
| 6         | Max Kühner         | Chardonnay           | 0           | 4           | 4           |
| 6         | Pénélope Leprevost | Vagabond de la Pomme | 0           | 4           | 4           |

(beste 9 von 26 Teilnehmern)

##### Endstand

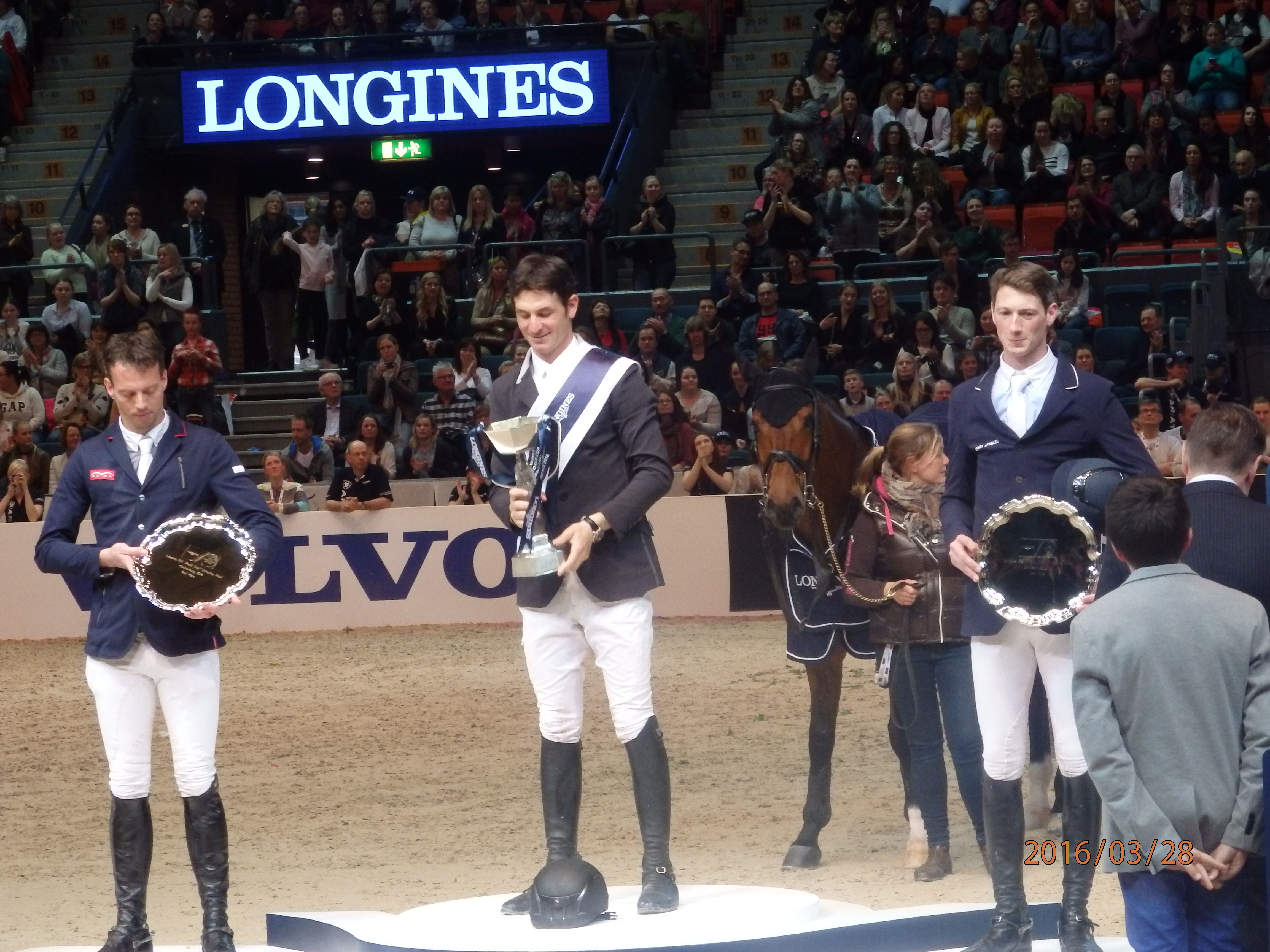
Podest beim Weltcupfinale 2016:
Smolders, Guerdat, Deußer

|        | Reiter                    | Pferd/ Pferde                 | 1. Prüfung | 2. Prüfung | Punkte aus Prüfung 1 und 2 | Punkte, umgerechnet in Strafpunkte | 3. Prüfung | 3. Prüfung  | Straf- punkte |
| Punkte | Reiter                    | Pferd/ Pferde                 | Punkte     | 1. Umlauf  | Punkte aus Prüfung 1 und 2 | Punkte, umgerechnet in Strafpunkte | 2. Umlauf  |             | Straf- punkte |
| ------ | ------------------------- | ----------------------------- | ---------- | ---------- | -------------------------- | ---------------------------------- | ---------- | ----------- | ------------- |
| 1      | Steve Guerdat             | Corbinian                     | 32         | 32         | 64                         | 0                                  | 0          | 0           | 0             |
| 2      | Harrie Smolders           | Emerald                       | 25         | 33         | 58                         | 3                                  | 0          | 0 (65,45 s) | 3 (65,45 s)   |
| 3      | Daniel Deußer             | Cornet d'Amour                | 33         | 24         | 57                         | 3                                  | 0          | 0 (66,17 s) | 3 (66,17 s)   |
| 4      | Marcus Ehning             | Cornado NRW                   | 28         | 31         | 59                         | 2                                  | 4          | 0           | 6             |
| 5      | Denis Lynch               | All Star                      | 14         | 34         | 48                         | 8                                  | 0          | 0 (65,38 s) | 8 (65,38 s)   |
| 6      | Christian Ahlmann         | Colorit und Taloubet Z        | 11         | 36         | 47                         | 8                                  | 0          | 0 (67,79 s) | 8 (67,79 s)   |
| 7      | Callan Solem              | Wizard                        | 26         | 28         | 54                         | 5                                  | 4          | 0 (63,56 s) | 9 (63,56 s)   |
| 8      | Pénélope Leprevost        | Vagabond de la Pomme          | 36         | 18         | 54                         | 5                                  | 0          | 4 (65,62 s) | 9 (65,62 s)   |
| 9      | Simon Delestre            | Qlassic Bois Margot           | 34         | 19         | 53                         | 5                                  | 8          | 0           | 13            |
| 10     | Chris Chugg               | Cristalline                   | 19         | 23         | 42                         | 11                                 | 5          | 0           | 16            |
| 11     | Maikel van der Vleuten    | Verdi                         | 18         | 21         | 39                         | 12                                 | 0          | 5           | 17            |
| 12     | Marco Kutscher            | Chaccorina                    | 21         | 30         | 51                         | 6                                  | 0          | 12          | 18            |
| 13     | Nicola Philippaerts       | Forever d'Arco ter Linden     | 31         | 25         | 56                         | 4                                  | 8          | 8           | 20            |
| 14     | Max Kühner                | Electric Touch und Chardonnay | 3          | 27         | 30                         | 17                                 | 0          | 4           | 21            |
| 15     | Henrik von Eckermann      | Giljandro van den Bosrand     | 23         | 22         | 45                         | 9                                  | 9          | 4           | 22            |
| 16     | Romain Duguet             | Quorida de Treho              | 29         | 12         | 41                         | 11                                 | 4          | 8           | 23            |
| 17     | Kevin Staut               | For Joy van't Zorgvliet       | 24         | 13         | 37                         | 13                                 | 4          | 8           | 25            |
| 18     | Jos Verlooy               | Sunshine                      | 20         | 20         | 40                         | 12                                 | 4          | 12          | 28            |
| 19     | Peter Lutz                | Robin de Ponthual             | 18         | 29         | 47                         | 8                                  | 12         | 12          | 32            |
| 20     | Jarosław Skrzyczyński     | Crazy Quick                   | 16         | 26         | 42                         | 11                                 | 8          | 20          | 39            |
| 21     | Edwina Tops-Alexander     | Caretina de Joter             | 13         | 17         | 30                         | 17                                 | 4          |             | (21)          |
| 22     | Patrice Delaveau          | Lacrimoso                     | 30         | 8          | 38                         | 13                                 | 9          |             | (22)          |
| 22     | Rich Fellers              | Flexible                      | 12         | 16         | 28                         | 18                                 | 4          |             | (22)          |
| 24     | Niklas Krieg              | Carella                       | 27         | 14         | 41                         | 11                                 | 12         |             | (23)          |
| 25     | Michał Kaźmierczak        | Que Pasa                      | 5          | 15         | 20                         | 22                                 | 9          |             | (31)          |
| 26     | Mariann Hugyecz           | Chacco Boy                    | 15         | 11         | 26                         | 19                                 | 19         |             | (38)          |
| 27     | Audrey Coulter            | Alex und Domino               | 22         | 10         | 32                         | 16                                 |            |             |               |
| 28     | Jack Towell               | Lucifer V                     | 9          | 7          | 16                         | 24                                 |            |             |               |
| 28     | Quentin Judge             | Copin van de Broy             | 6          | 9          | 15                         | 24                                 |            |             |               |
| 30     | Keisuke Koike             | Vesuvius                      | 8          | 5          | 13                         | 25                                 |            |             |               |
| 31     | Daniel Pedraza Littlewood | Arc de Triomphe               | 2          | 6          | 8                          | 28                                 |            |             |               |
| 32     | Katie Dinan               | Nougat du Vallet              | 10         | AUSG       |                            |                                    |            |             |               |
| 33     | Charlie Jacobs            | Flaming Star                  | 4          | AUFG       |                            |                                    |            |             |               |
| 34     | Zhao Zhiwen               | Pommeau du Heup               | 7          | N.GES.     |                            |                                    |            |             |               |
| –      | Mohamed Talaat            | Robin de Ponthual             | DISQ       |            |                            |                                    |            |             |               |

AUFG = aufgegeben / verzichtet
AUSG = ausgeschieden
DISQ = disqualifiziert
N.GES. = nicht gestartet

#### Weitere Prüfungen
Neben dem Weltcupfinale in Göteborg waren 13 weitere Springprüfungen ausgeschrieben. Höhepunkt war die Gothenburg Trophy am Abend des 27. März (Ostersonntag). Hierbei handelte es sich um eine Springprüfung mit einmaligen Stechen über Hindernisse bis zu einer Höhe von 1,55 Meter. Am Morgen desselben Tages trugen die Jungen Reiter im Springreiten ihre Hauptprüfung des Turniers aus, auch die Finalprüfung der Tour für Junge Springpferde wurde an diesem Tag durchgeführt.
Ergebnis Gothenburg Trophy:
|               | Reiter               | Pferd             | 1. Umlauf | 1. Umlauf     | Stechen  | Stechen |
| Straf- punkte | Reiter               | Pferd             | Zeit (s)  | Straf- punkte | Zeit (s) |         |
| ------------- | -------------------- | ----------------- | --------- | ------------- | -------- | ------- |
| 1             | Marcus Ehning        | Pret a Tout       | 0         | -             | 0        | 31,63   |
| 2             | Christian Ahlmann    | Colorit           | 0         | -             | 0        | 31,91   |
| 3             | Rolf-Göran Bengtsson | Casall            | 0         | -             | 0        | 32,05   |
| 4             | Charlotte Mordasini  | Tiny Toon Semilly | 0         | -             | 0        | 32,72   |
| 5             | Helena Persson       | Bonzai H          | 0         | -             | 0        | 33,10   |

(beste 5 von 36 Teilnehmern)

## Medien
Die FEI übertrug die Weltcupfinale beider Disziplinen kostenpflichtig über ihr Internet-Portal FEI TV. Der paneuropäische TV-Sender Eurosport 1 sendete am Nachmittag des Ostermontags (29. März 2016) einen Kurzbeitrag über das Finale der Dressurreiter sowie eine Zusammenfassung der ersten beiden Prüfungen des Weltcupfinals der Springreiter. Am Vormittag des 29. März zeigte Eurosport 1 eine einstündige Übertragung des letzten Umlaufs des Springreit-Weltcupfinals.